# Márk Jagodics
Márk Jagodics (Szombathely, 10 aprile 1992) è un calciatore ungherese, difensore del Tatabánya.